# John Baguley
John Baguley, född 30 juni 1940, är en australisk friidrottare. Han deltog vid olympiska sommarspelen 1960.